# Kubach-Wilmsen

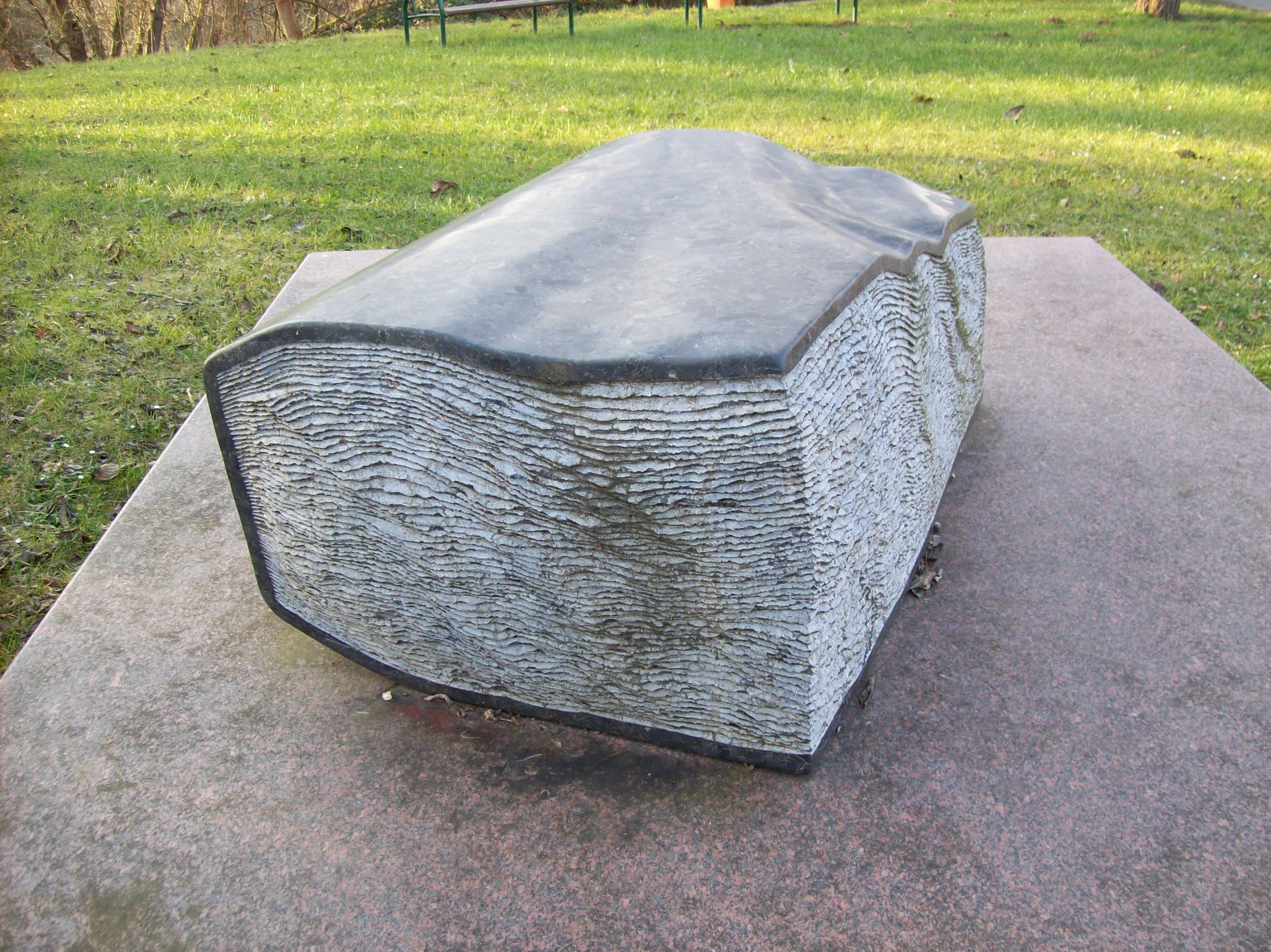
Hommage à Tolstoi (2003). Bad Münster am Stein

Wolfgang Kubach (* 9. Januar 1936 in Bad Münster am Stein; † 24. April 2007) und Anna Maria Kubach-Wilmsen (* 13. Januar 1937 in Appeldorn; † 1. Juli 2021) waren ein deutsches Bildhauer-Ehepaar.

## Leben
Wolfgang Kubach und Anna Maria Wilmsen studierten zeitgleich von 1959 bis 1965 an der Münchener Akademie der Künste – er Malerei, sie Bildhauerei. Sie heirateten 1962 und bezogen 1965 die alte Kirche in Hackenheim als gemeinsames Atelier. Ab 1968 lebte und arbeitete das Ehepaar als Steinbildhauer-Team in Kubachs Heimatort Bad Münster am Stein.
1976 wurden die „Steinbücher“ zur tragenden Formidee der beiden Bildhauer. Ein häufig zitierter Satz von Anna Kubach-Wilmsen beschreibt anschaulich die künstlerische Intention, dass die Steinbücher den „Inhalt“ des Steins, seine Materialität, zur Anschauung bringen sollen: „Ein Buch wird von der Hand gehalten und mit den Augen gelesen. Ein Steinbuch wird von den Augen gehalten und mit der Hand gelesen.“
Zunächst gab es Steinbücher in allen Größen, auch die Buchrolle, das heruntergefallene oder geworfene Buch, das wie „Ikarus“ unsanft gelandet war, und schließlich auch die Buchruine. Es folgten Steinzeitungen, Steinblätter, Steintafeln und, unter dem Titel Support des rêves, zusammengesunkene steinerne Papierstapel. Eine große Steinbibliothek aus 316 Steinbüchern (1983) fand ihren Platz in der französischen Nationalbibliothek (BnF) in Paris. Das vielleicht wichtigste Werk ist die Granitbibliothek La Storia della Terra, die 1992 zum ersten Mal in Rom in einer Ausstellung der Villa Massimo gezeigt wurde. Steinbuchtürme aus rund 50 verschiedenen Marmor- und Granitarten aus allen fünf Kontinenten sind heute in namhaften Museumssammlungen vertreten.
Das künstlerische Gesamtwerk der Bildhauer Kubach-Wilmsen ist eine fast 40-jährige Hommage an die Materie Stein; sie begreifen den Stein als Relikt einer millionenjährigen Entstehungsgeschichte der Erde. Anna Kubach-Wilmsen und Wolfgang Kubach haben Großskulpturen im In- und Ausland realisiert und an vielen internationalen Steinbildhauer-Symposium teilgenommen. Ihre Werke wurden in zahlreichen Ausstellungen von Japan bis USA gezeigt.
1998 gründeten sie die Fondation Kubach-Wilmsen, um ein Steinskulpturenmuseum am Fuße des Rotenfelsens in Bad Münster am Stein nach Entwürfen des japanischen Architekten Tadao Ando und einen Steinskulpturenpark zu realisieren, die am 14. August 2010 mit einem Tag der offenen Tür eröffnet wurden.
Beide Künstler nahmen als Mitglieder des Deutschen Künstlerbundes zwischen 1978 und 1983 an den großen DKB-Jahresausstellungen teil, wobei sie unter der Bezeichnung Kubach-Wilmsen-Team ausstellten. Ihre gemeinsame Tochter Livia Kubach (* 1966) ist Teil des Bildhauerduos Kubach & Kropp. Ihr Neffe ist der Bildhauer Christoph Wilmsen-Wiegmann.

## Auszeichnungen
- 2014 erhielt das Kubach-Wilmsen-Team den Kunstpreis der Ike und Berthold Roland-Stiftung.
- 2017 erhielt Anna Kubach-Wilmsen die Max-Slevogt-Medaille.

## Ausstellungen (Auswahl)
- 1978 Buchmesse Frankfurt
- 1978 Gutenberg-Museum, Mainz
- 1982 Kunstpalast, Düsseldorf[4]
- 1985 Staempfli Gallery, New York
- 1993 Yamaki Gallery, Ōsaka und Tokyo
- 2000 Galerie Henze & Ketterer, Wichtrach/Bern
- 2002 Deutsches Architekturmuseum, Frankfurt
- 2004 Kloster Eberbach
- 2005 Galerie Thomas, München
- 2007 Galerie Henze & Ketterer, Wichtrach/Bern
- 2007 Inselgalerie Rettbergsaue, Wiesbaden
- 2007 Wally Findlay Gallery, New York
- 2015–16 Anna Kubach-Wilmsen – Steinskulpturen, Goethe-Universität Frankfurt am Main, Campus Riedberg, Wissenschaftsgarten (bis Oktober 2016)[5]

## Fotogalerie

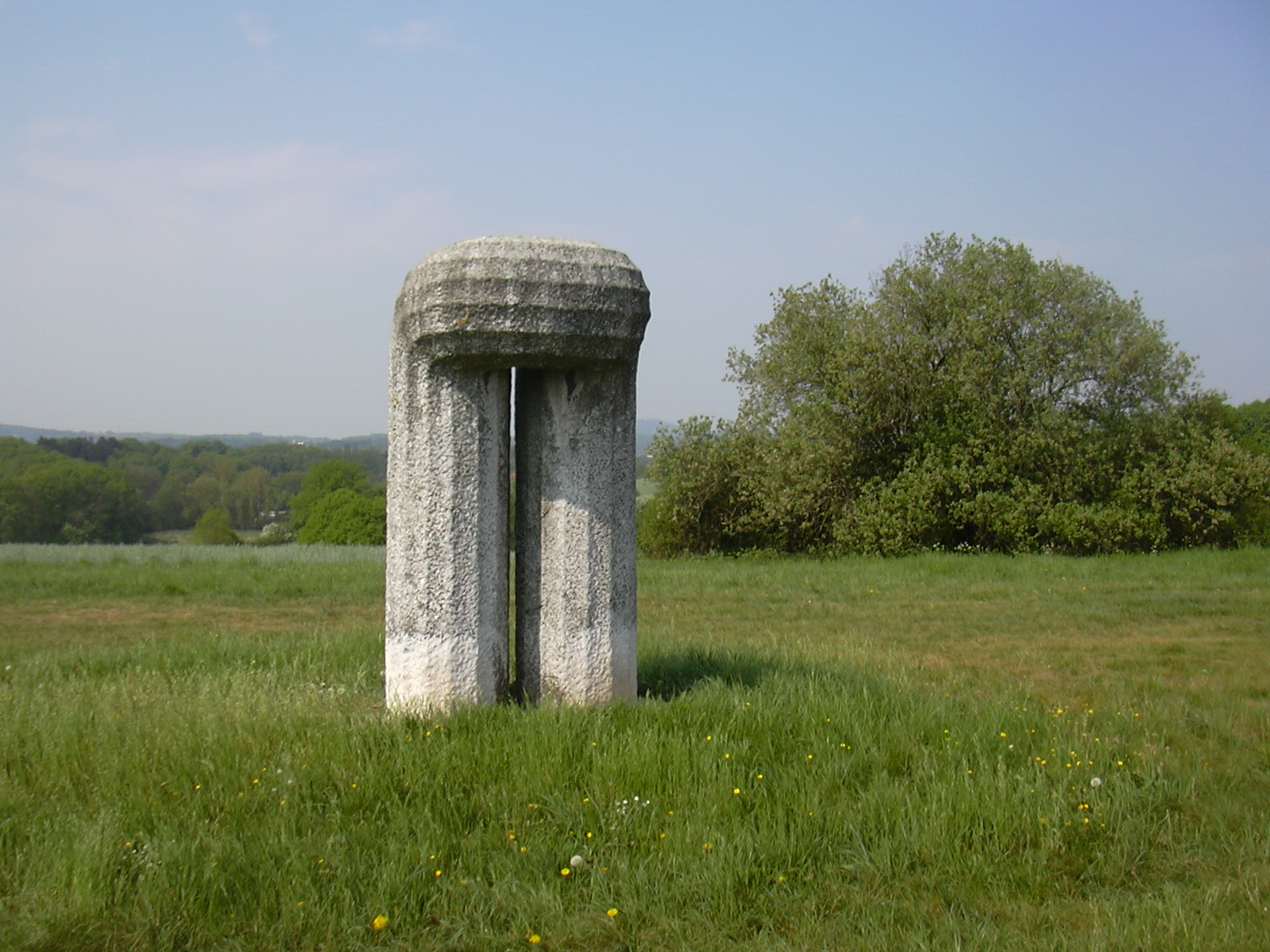
Erdsäule (1971). Straße der Skulpturen (St. Wendel)
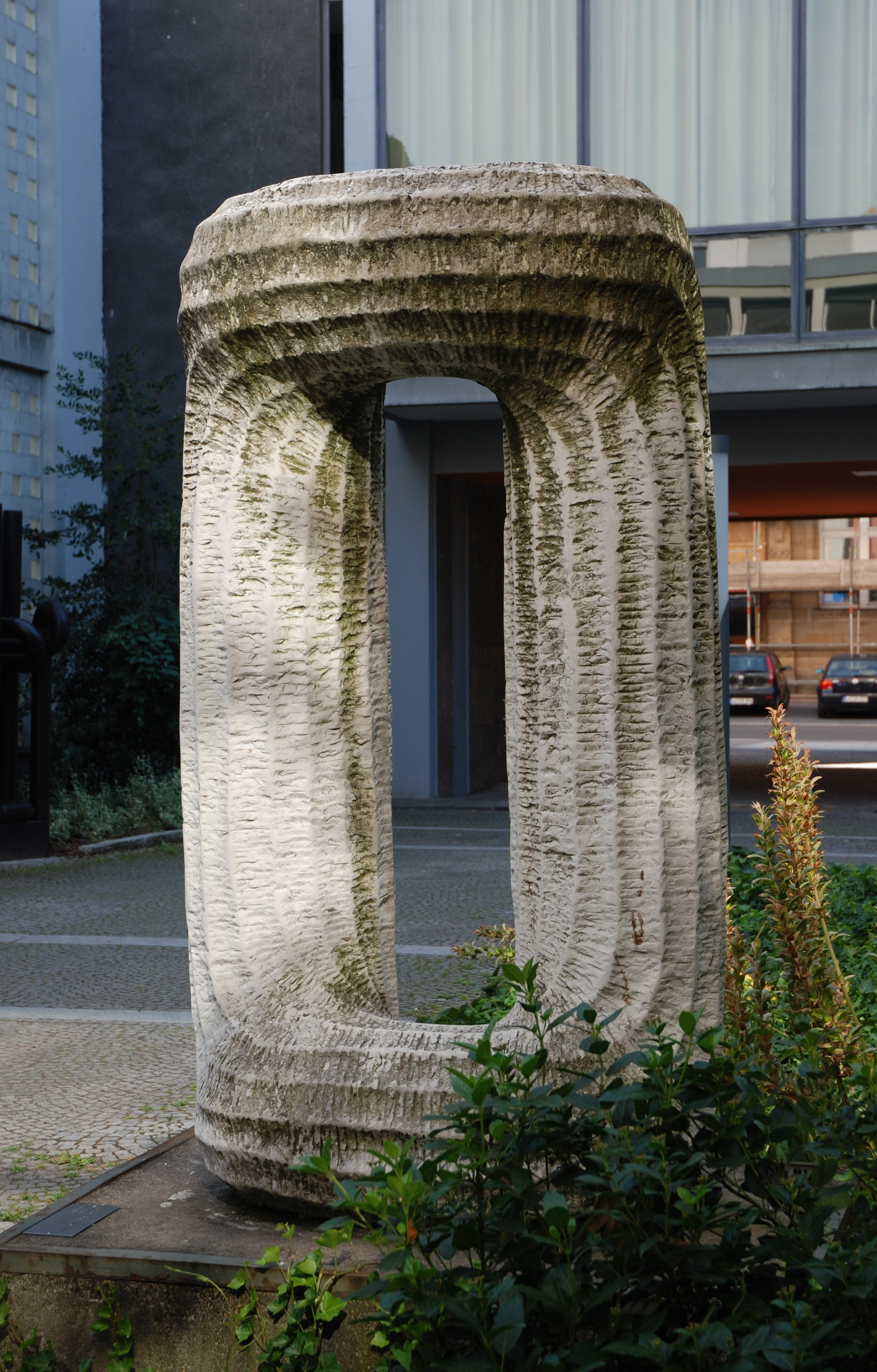
Endlose Säule (1976). Marmor. Heinz-Beck-Hof, vor der Stadtbibliothek, Ludwigshafen am Rhein
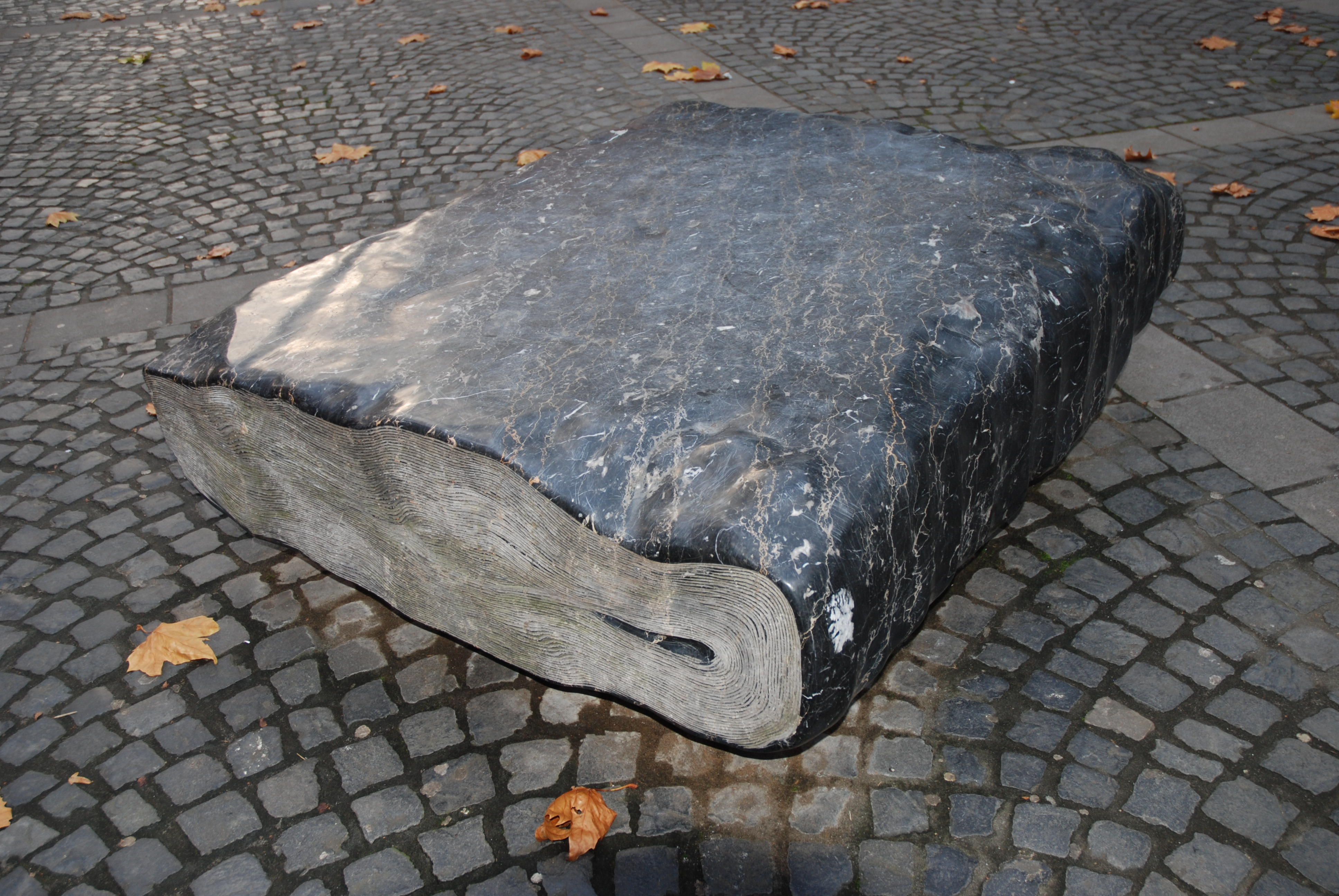
Steinbuch Hommage à Gutenberg (1978). La-Spezia-Marmor. Eigentum der Sammlung Gutenberg-Museum. Standort: vor dem Gutenberg-Museum, Mainz
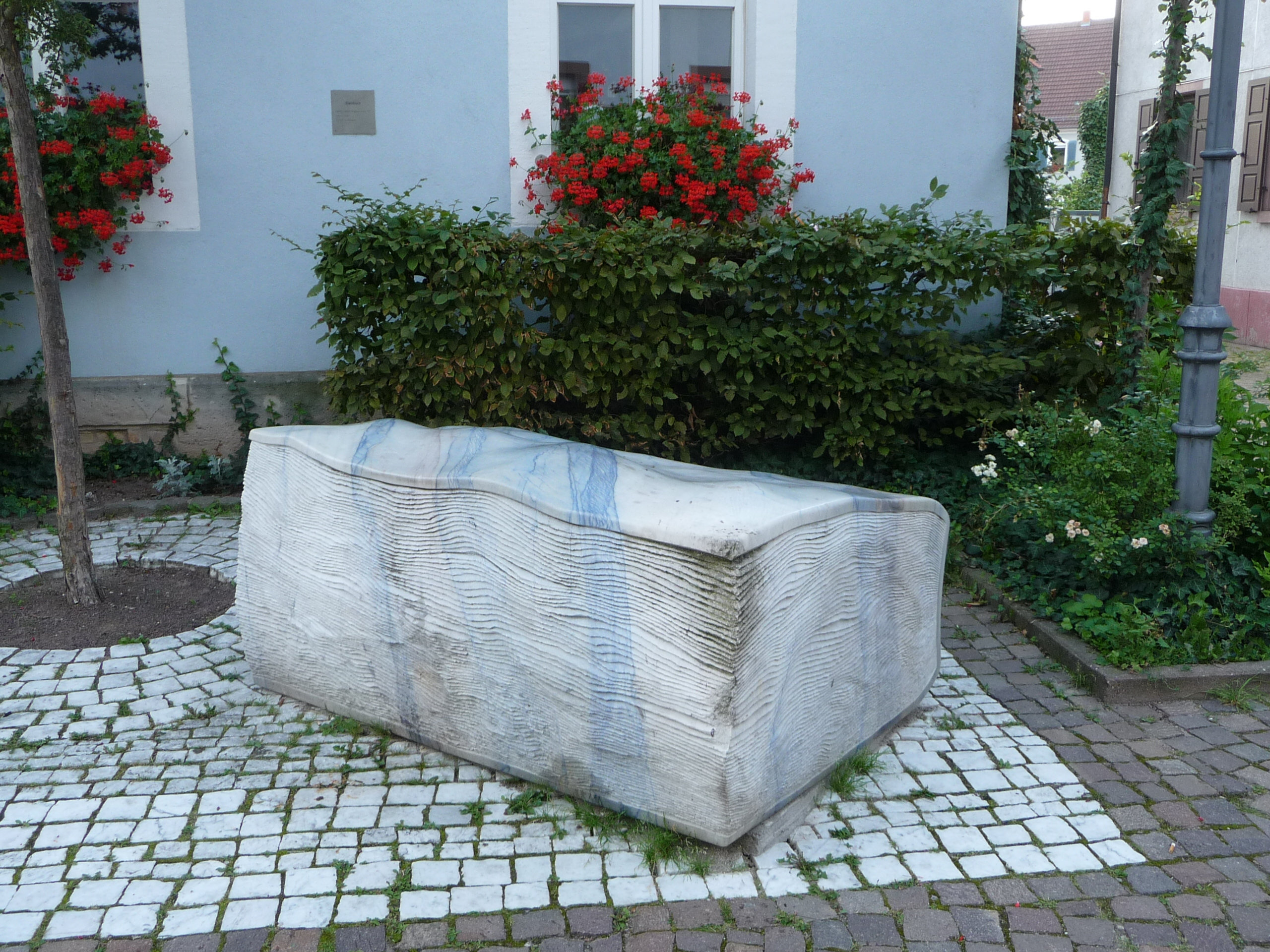
Steinbuch, Germersheim